# Urocystis floccosa
Urocystis floccosa är en svampart som först beskrevs av Carl (Karl) Friedrich Wilhelm Wallroth, och fick sitt nu gällande namn av D.M. Hend. 1955. Urocystis floccosa ingår i släktet Urocystis och familjen Urocystidaceae.   Inga underarter finns listade i Catalogue of Life.